# Olympische Sommerspiele 1920/Leichtathletik – 400 m Hürden (Männer)

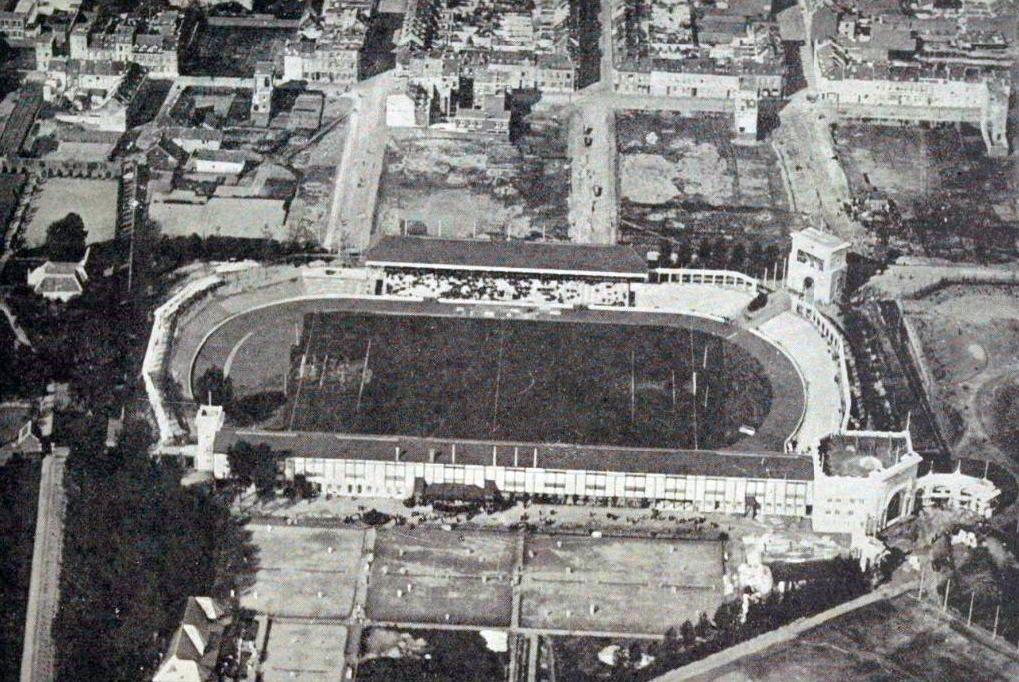
Das Antwerpener Olympiastadion

Der 400-Meter-Hürdenlauf der Männer bei den Olympischen Spielen 1920 in Antwerpen wurde am 15. und 16. August 1920 im Antwerpener Olympiastadion ausgetragen. Neunzehn Athleten nahmen teil.
Olympiasieger wurde der US-Amerikaner Frank Loomis, der in neuer Weltrekordzeit vor seinen Landsleuten John Norton und August Desch gewann.
Teilnehmer aus der Schweiz waren nicht am Start. Österreich und Deutschland waren von der Teilnahme an diesen Spielen ausgeschlossen.

## Rekorde

### Bestehende Rekorde
| Weltrekord         | 55,0 s | Charles Bacon ( USA) | OS London, Großbritannien | 22. Juli 1908 |
| Olympischer Rekord | 55,0 s | Charles Bacon ( USA) | OS London, Großbritannien | 22. Juli 1908 |

### Rekordverbesserung
Der US-amerikanische Olympiasieger Frank Loomis verbesserte den bestehenden Olympiarekord und damit gleichzeitig den bestehenden Weltrekord im Finale am 16. August um genau eine Sekunde auf 54,0 s.

## Durchführung des Wettbewerbs
Am 15. August um 11.30 Uhr Ortszeit wurden insgesamt fünf Vorläufe durchgeführt. Die jeweils beiden besten Läufer – hellblau unterlegt – qualifizierten sich für die Halbfinals, die am selben Tag um 14.30 Uhr stattfanden. Aus diesen beiden Läufen kamen jeweils die ersten Drei – wiederum hellblau unterlegt – in das Finale am 16. August, Start: 14.30 Uhr.
Auch in diesem Wettbewerb fällt die unausgewogene Einteilung der Vorläufe ins Auge. In zwei Vorläufen waren vier, in einem Rennen fünf Läufer am Start. Der vierte und letzte Vorlauf wurde mit nur zwei Teilnehmern ausgetragen, die so natürlich beide von vornherein für die nächste Runde qualifiziert waren, wenn sie – unabhängig von ihren Zeiten – das Ziel erreichten. Erstaunlich war dabei, dass beide ihre Aufgabe dennoch sehr ernst nahmen, der vierte Vorlauf war der schnellste von allen.

## Vorläufe
Datum: 15. August 1920, 11.30 Uhr Ortszeit
Die Zeitangaben sind nicht komplett überliefert.

### Vorlauf 1
| Platz | Name            | Nation           | Zeit   | Anmerkung |
| ----- | --------------- | ---------------- | ------ | --------- |
| 1     | August Desch    | USA              | 57,6 s |           |
| 2     | Erik Wilén      | Finnland         | 58,4 s |           |
| 3     | George Gray     | Großbritannien   | 58,8 s |           |
| 4     | František Marek | Tschechoslowakei | k. A.  |           |

### Vorlauf 2
| Platz | Name                | Nation                | Zeit   | Anmerkung |
| ----- | ------------------- | --------------------- | ------ | --------- |
| 1     | Wilfrid Kent Hughes | Australien            | 57,2 s |           |
| 2     | Gösta Bladin        | Schweden              | 57,7 s |           |
| 3     | František Kiehlmann | Tschechoslowakei      | 59,9 s |           |
| DNF   | Marcel Jarrety      | Frankreich            |        |           |
| DNF   | Attie van Heerden   | Südafrikanische Union |        |           |

### Vorlauf 3
| Platz | Name            | Nation         | Zeit   | Anmerkung |
| ----- | --------------- | -------------- | ------ | --------- |
| 1     | John Norton     | USA            | 57,6 s |           |
| 2     | Edward Wheller  | Großbritannien | 58,4 s |           |
| 3     | Georg Lindström | Schweden       | 59,1   |           |
| 4     | Albert Lucas    | Frankreich     | k. A.  |           |

### Vorlauf 4
| Platz | Name                     | Nation   | Zeit   | Anmerkung |
| ----- | ------------------------ | -------- | ------ | --------- |
| 1     | Carl-Axel Christiernsson | Schweden | 56,4 s |           |
| 2     | Charles Daggs            | USA      | 56,7 s |           |
| 3     | Valdemar Wickholm        | Finnland | 57,9 s |           |
| DNF   | Omer Smet                | Belgien  |        |           |

### Vorlauf 5
| Platz | Name         | Nation     | Zeit   | Anmerkung |
| ----- | ------------ | ---------- | ------ | --------- |
| 1     | Frank Loomis | USA        | 55,8 s |           |
| 2     | Géo André    | Frankreich | 55,9 s |           |

## Halbfinale
Datum: 15. August 1920, 14.30 Uhr Ortszeit
Die Zeitangaben sind nicht komplett überliefert.

### Lauf 1

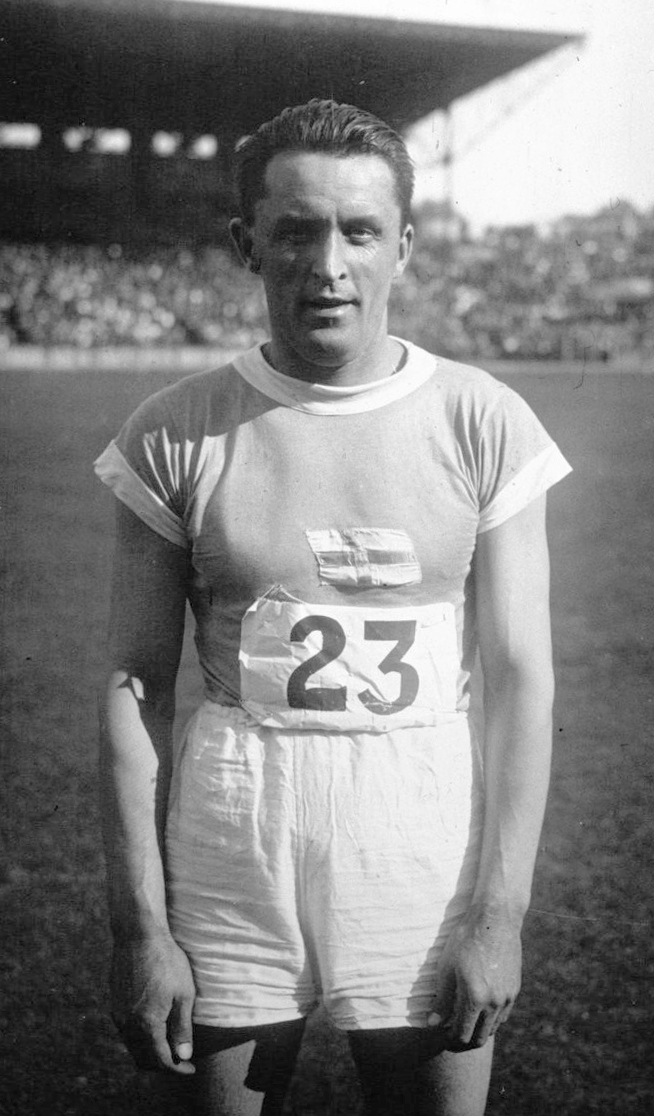
Erik Wilén erreichte das Halbfinale und schied dort als Vierter des zweiten Rennens aus

| Platz | Name                | Nation     | Zeit   | Anmerkung |
| ----- | ------------------- | ---------- | ------ | --------- |
| 1     | August Desch        | USA        | 55,4 s |           |
| 2     | Géo André           | Frankreich | 55,5 s |           |
| 3     | John Norton         | USA        | 56,2 s |           |
| 4     | Gösta Bladin        | Schweden   | 56,5 s |           |
| 5     | Wilfrid Kent Hughes | Australien | 56,9 s |           |

### Lauf 2
| Platz | Name                     | Nation         | Zeit   | Anmerkung |
| ----- | ------------------------ | -------------- | ------ | --------- |
| 1     | Frank Loomis             | USA            | 55,4 s |           |
| 2     | Carl-Axel Christiernsson | Schweden       | 55,7 s |           |
| 3     | Charles Daggs            | USA            | 55,8 s |           |
| 4     | Edward Wheller           | Großbritannien | k. A.  |           |
| 5     | Erik Wilén               | Finnland       | k. A.  |           |

## Finale
Datum: 16. August 1920, 14.30 Uhr Ortszeit
| Platz | Name                     | Nation     | Zeit   | Anmerkung |
| ----- | ------------------------ | ---------- | ------ | --------- |
| 1     | Frank Loomis             | USA        | 54,0 s | WR        |
| 2     | John Norton              | USA        | 54,6 s |           |
| 3     | August Desch             | USA        | 54,7 s |           |
| 4     | Géo André                | Frankreich | 54,8 s |           |
| 5     | Carl-Axel Christiernsson | Schweden   | 55,4 s |           |
| 6     | Charles Daggs            | USA        | 57,5 s |           |

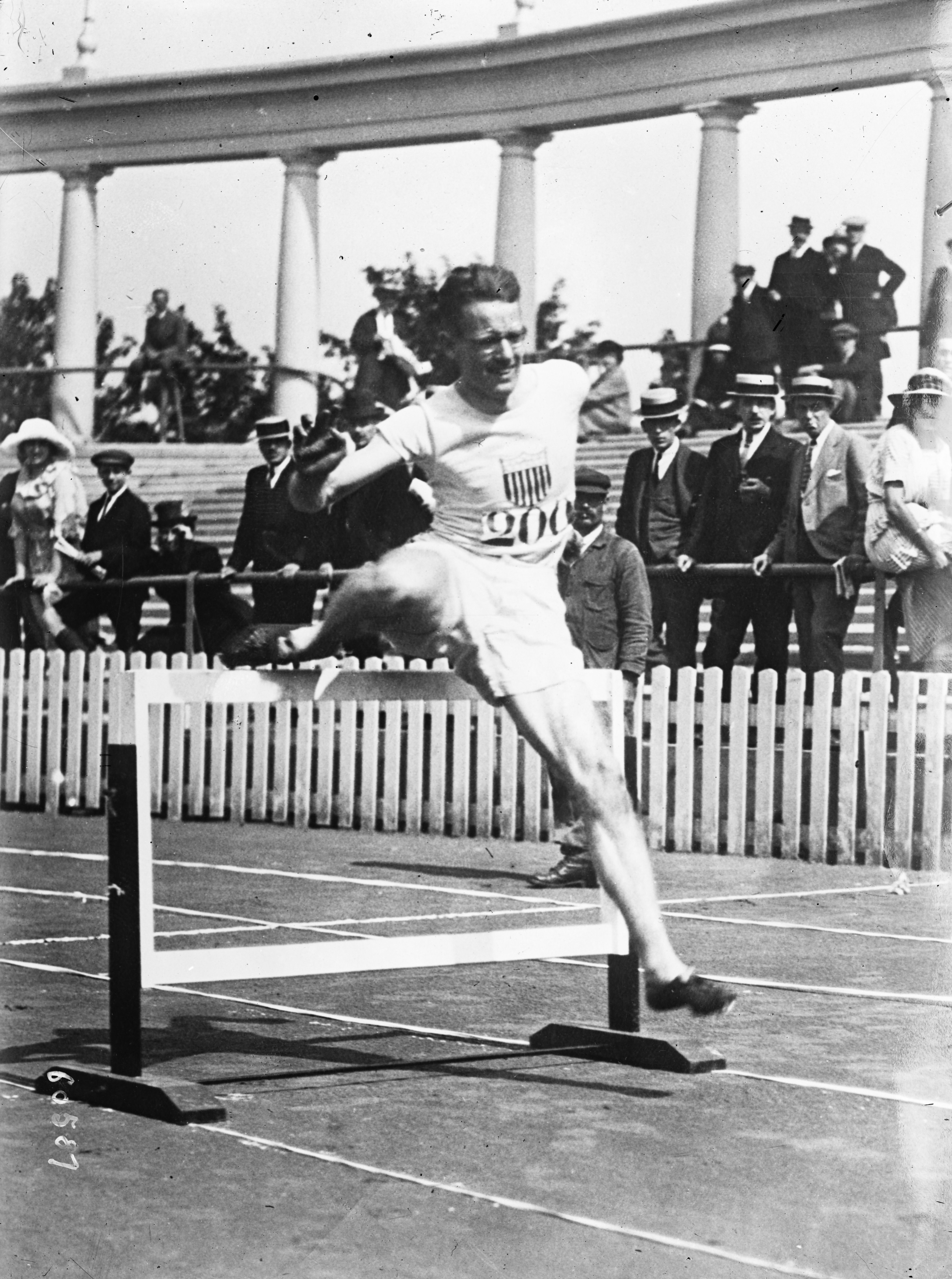
Frank Loomis – hier im 400-Meter-Hürden-Finale von Antwerpen – siegte in Weltrekordzeit

Auch über 400 Meter Hürden fiel trotz der schlechten Bahnverhältnisse der bestehende Weltrekord. Das schnellste Anfangstempo legte Géo André vor, konnte dies jedoch nicht durchstehen und musste sich am Ende mit Platz vier zufriedengeben. Frank Loomis hatte sich das Rennen besser eingeteilt und gewann die Goldmedaille. Dabei verbesserte er den Weltrekord um genau eine Sekunde. John Norton wurde Zweiter knapp vor August Desch, wobei beide ebenfalls noch unter dem alten Weltrekord blieben.
Der Sieg von Frank Loomis bedeutete den vierten US-Sieg im vierten olympischen Finale in dieser Disziplin. Von den bis dahin zwölf Medaillen gingen neun an Sportler aus den USA. In diesem Wettbewerb gab es den einzigen Leichtathletik-Dreifacherfolg durch US-Athleten bei diesen Spielen.

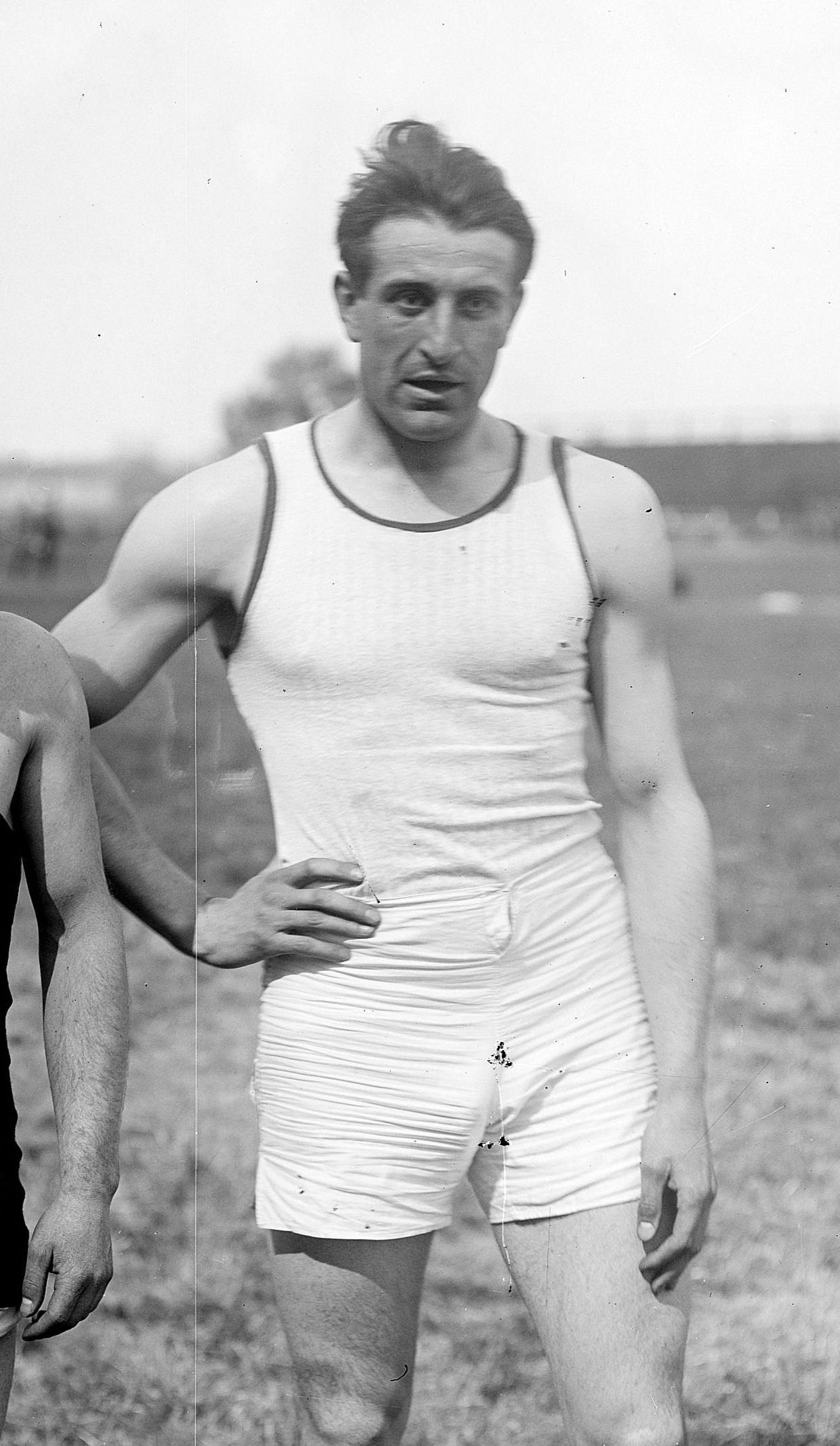
Géo André – auf seinem vierten Platz um eine Zehntelsekunde an Bronze vorbei
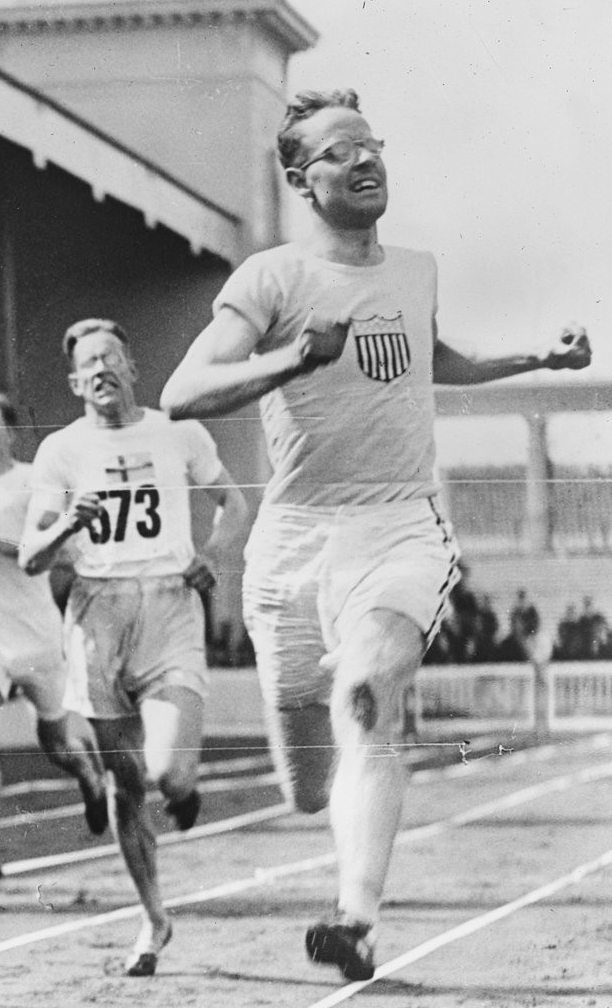
Carl-Axel Christiernsson (links, hier mit Frank Loomis) belegte Rang fünf